# Infrastruktura turystyczna

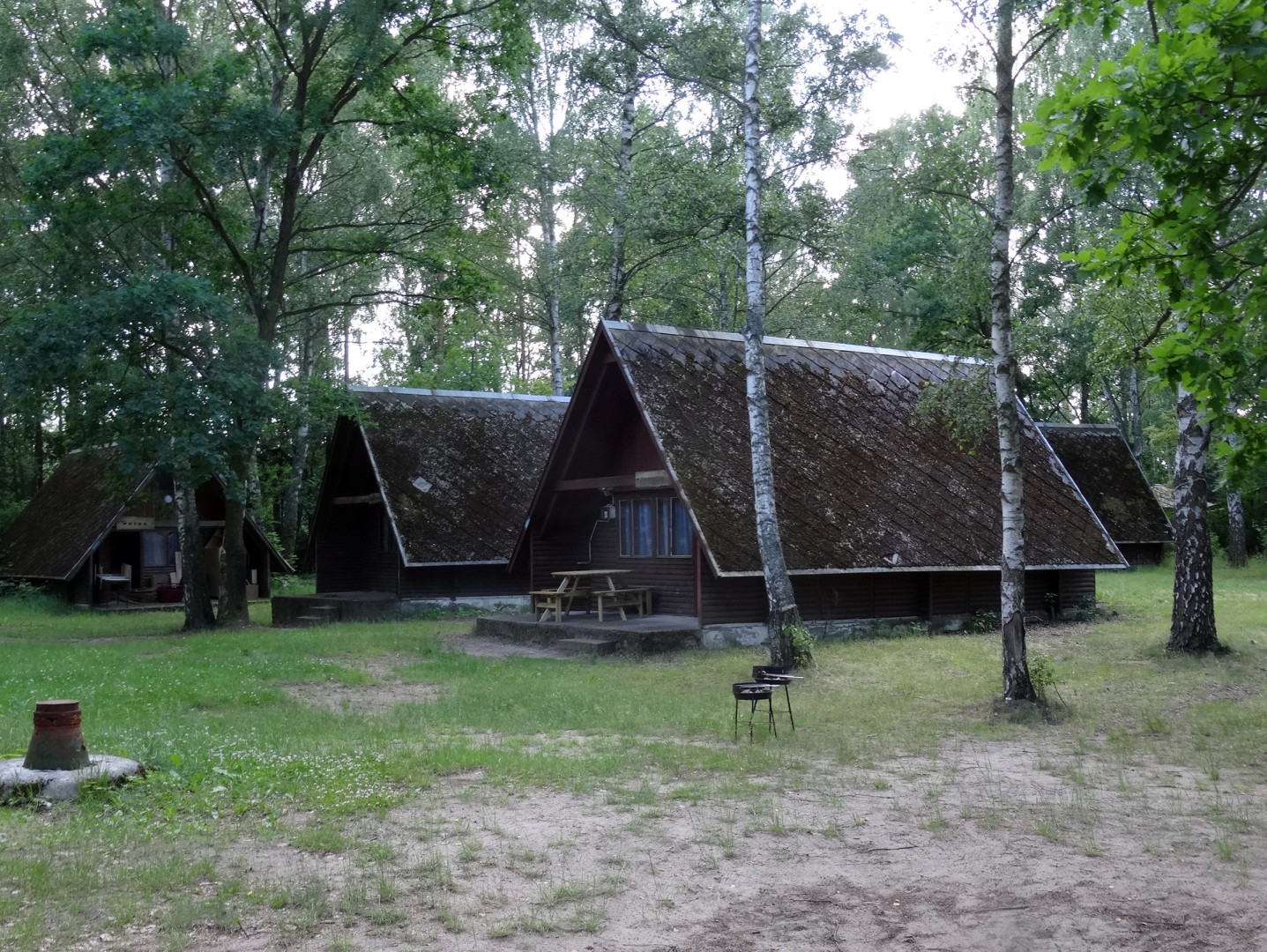
Infrastruktura turystyczna

Infrastruktura turystyczna – wszelkiego rodzaju obiekty oraz urządzenia turystyczne, które mają na celu służenie przyjeżdżającym na dany obszar turystom – zaspokajaniu ich potrzeb związanych z bierną oraz aktywną turystyką.
Na infrastrukturę turystyczną składają się:
- baza noclegowa:
  - hotele,
  - hostel,
  - pensjonaty,
  - pokoje gościnne,
  - gospodarstwa agroturystyczne,
  - schroniska turystyczne,
  - apartamenty,
  - domy wycieczkowe,
  - domki wczasowe,
  - kempingi,
  - chatki studenckie itd.
- baza gastronomiczna:
  - restauracje,
  - bary, pijalnie,
  - zajazdy,
  - kawiarnie,
  - puby itd.
- obiekty sportowe:
  - hale sportowe,
  - korty tenisowe itd.
- obiekty kultury:
  - galerie,
  - wystawy itd.
- szlaki – piesze, rowerowe oraz inne trasy.